# Príncipe de Transilvania

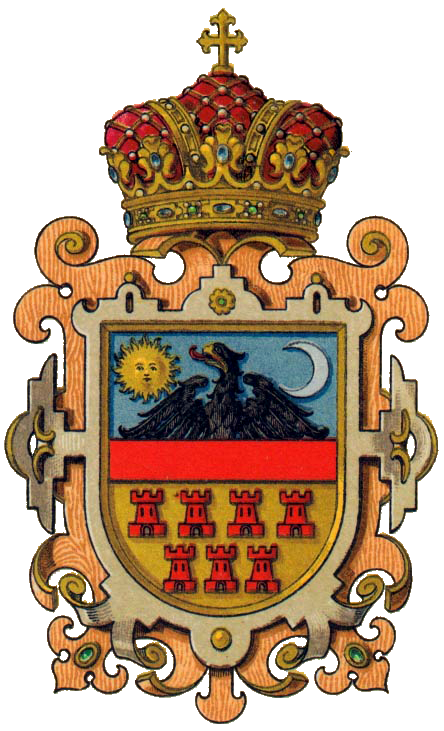
Escudo del Gran Principado de Transilvania.

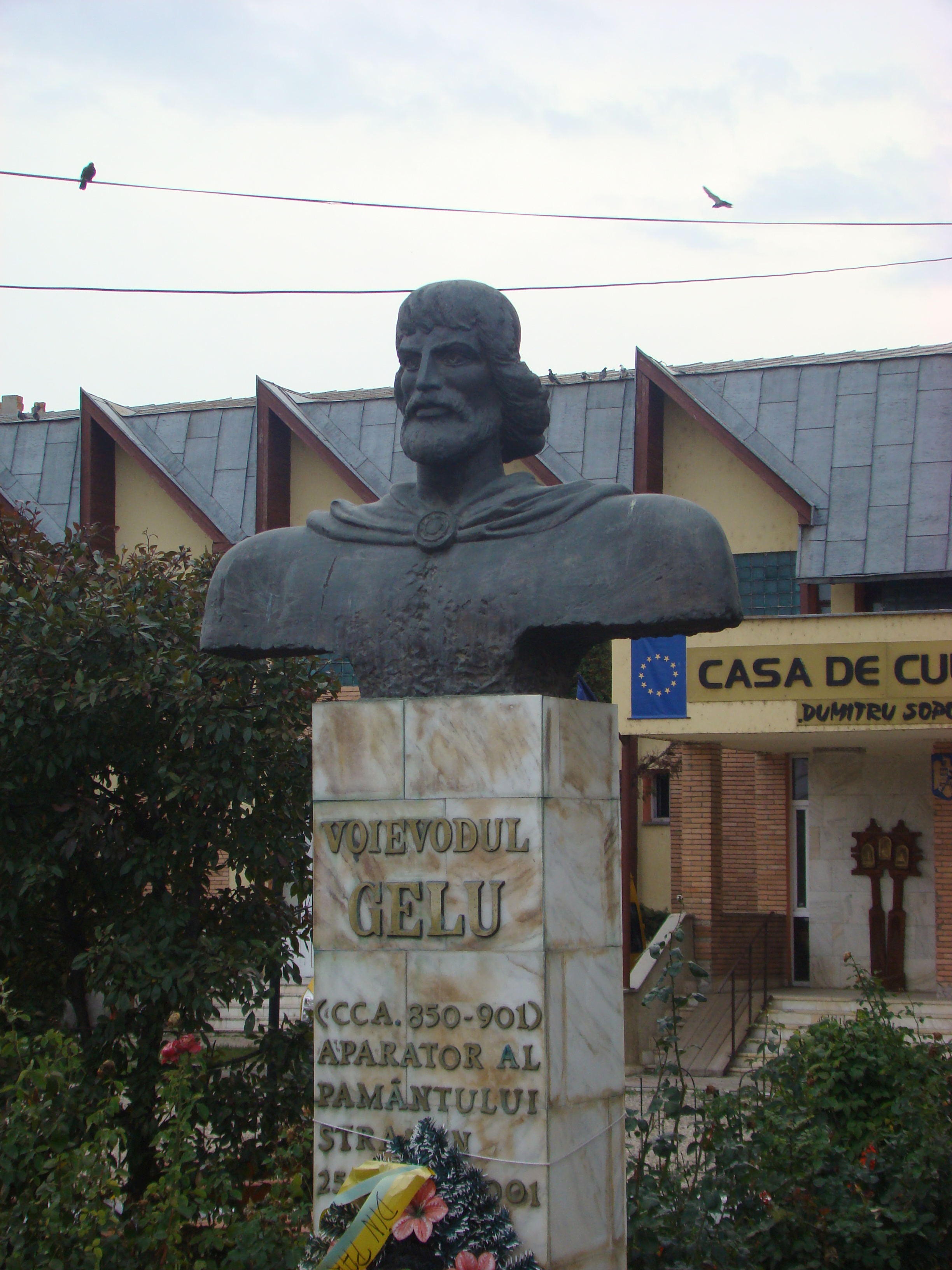
Gelou. Primero príncipe rumano (Gilău, Romania)

El Principado de Transilvania se caracterizó por ser una monarquía electiva donde la alta nobleza de Transilvania dirigía esta unidad político-administrativa independiente, que existió entre los siglos XVI y XVIII. 
Tras la invasión turca del Reino de Hungría, Transilvania formó un Principado, independiente a partir de 1570, con príncipes de cultura e idioma húngara. En 1686 el Sacro Imperio Romano Germánico recuperó los antiguos territorios húngaros del Imperio Otomano y posteriormente expulsó a los turcos de la región de Transilvania. La independencia de Transilvania se terminó en 1711, quedando bajo control austriaco.

## Antecedentes

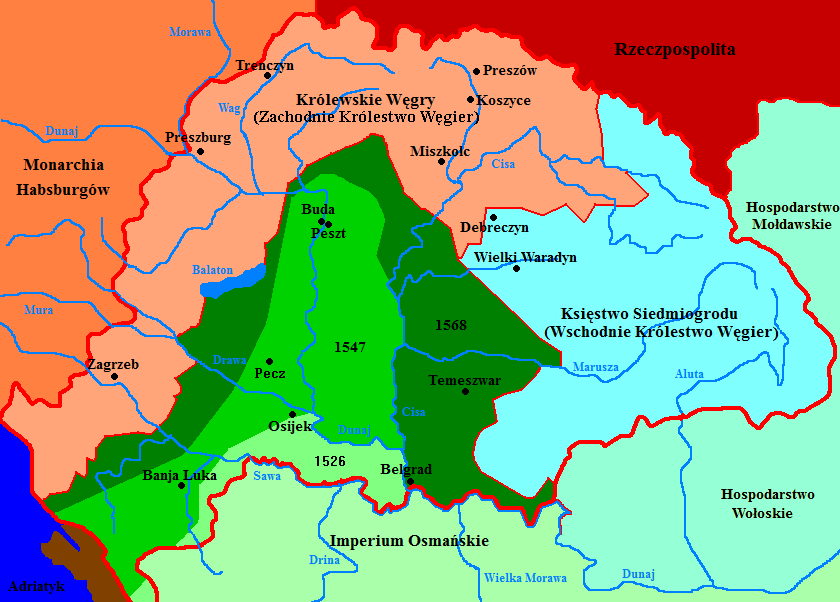
El Reino de Hungría dividido: Hungría Real, bajo el control de los Habsburgo, la Hungría otomana (en verde) y el Principado de Transilvania (en azul).

Gelou (dux blacorum) fue el primer príncipe rumano (blac) que se vio forzado a enfrentar las invasiones húngaras en territorio de Transilvania. Después de la paz (aproximadamente 903) de Esculeu (hoy Aschileu, Rumania) los húngaros llegó el país. El Reino de Hungría fue fundado en el año 1000 por el rey San Esteban I, quien es considerado el cristianizador de los húngaros y el fundador del Estado húngaro. Entre 1366 y 1367, el Rey húngaro Luis I el Grande fue el primero que se vio forzado a enfrentar las invasiones turcas otomanas en territorio europeo, así como posteriormente los otros monarcas húngaros Segismundo de Hungría y Matías Corvino. De esta forma, la amenaza otomana continuó acechando al reino europeo y en 1526 se sucedió la Batalla de Mohács, donde fue muerto el Rey Luis II de Hungría. 
Al no dejar herederos que pudiesen ocupar el trono, el príncipe Fernando de Habsburgo, el hermano del Emperador germánico, y el conde húngaro Juan Szapolyai, voivoda de Transilvania, comenzaron una disputa por la corona, volviéndose antirreyes. El reino fue dividido en dos mitades, una de los germanos y otra bajo el control del rey-príncipe Juan I de Transilvania, quien contaba con apoyo turco, puesto que a cambio de la corona había ofrecido vasallaje al imperio otomano. Pronto tras la muerte de Juan I Szapolyai en 1541, los ejércitos turcos tomaron la ciudad de Buda, sede real húngara y se apropiaron del territorio central del reino, nombrándolo el Vilayato de Buda. Por otra parte, la región de Transilvania bajo influencia otomana se independizó luego de firmado el acuerdo de Speyer en 1570 entre el Emperador Maximiliano II de Habsburgo y Juan Segismundo Szapolyai, hijo de Juan I. 
El infante Juan Segismundo Szapolyai fue tutoreado por su madre la reina Isabela Jagellón de Hungría y el arzobispo Jorge Martinuzzi, quienes actuaron como regentes de Transilvania. Varias décadas después, se formó el  Principado de Transilvania  el cual continuaría en situación de vasallaje ante el Imperio Otomano, para así conservar su independencia. A lo largo de los 129 años de existencia del Principado de Transilvania existirán 21 Príncipes, quienes serán vasallos del sultán turco y desearán recuperar los territorios húngaros en manos de los Habsburgo para reunificar el Reino de Hungría. Así conducirán numerosas guerras contra los germánicos, muchas veces aliándose con los protestantes suecos, franceses, checos y con rumanos, obteniendo de esta forma apoyo contra los Habsburgo católicos. En Transilvania sobrevivirá durante este periodo la cultura húngara, la hungaridad misma que se hallaba en crisis al estar por una parte en manos de los germánicos y por otra en la de los otomanos.

### Anexo:Príncipes y princesas consortes de Transilvania
| Imagen | Inicio                   | Fin                      | Nombre príncipe | Título(s) | Religión | Imagen | Nombre reina |
|        | 1570                     | 1571                     | Juan Segismundo Szapolyai (7 de julio de 1540 - 14 de marzo de 1571) (hijo de Juan I de Hungría y de Isabel de Polonia) | • Príncipe de Transilvania • Rey electo de Hungría como Juan II (nunca fue coronado ni reinó) (1540-1551, 1559-1570) | Unitarismo | | No se casó |
|        | 25 de mayo de 1571       | 12 de diciembre de 1586  | Esteban Báthory (27 de septiembre de 1527-12 de diciembre de 1586) (hijo de Esteban Báthory de Somlya y de Catalina Telegdi) | • Príncipe de Transilvania • Voivoda de Transilvania (1571-1576) • Rey de Polonia, como Esteban I (1576-1586) | Catolicismo | | Ana de Polonia (1576, sin hijos) |
|        | 1586                     | 1598                     | Segismundo Báthory (1.º mandato) (1572-27 de marzo de 1613) (hijo de Cristóbal Báthory y de Erzsébet Bocskai y sobrino de Esteban Báthory) | • Príncipe de Transilvania (abdicó por los ducados de Opole y Ratibor) • Voivoda de Transilvania (1581-1586) | Catolicismo | | María Cristina de Austria (1595, sin hijos) |
|        | 1598                     | 1598                     | Transilvania es administrada por comisionados imperiales en nombre de Rodolfo II del Sacro Imperio Romano Germánico. | Transilvania es administrada por comisionados imperiales en nombre de Rodolfo II del Sacro Imperio Romano Germánico. | Transilvania es administrada por comisionados imperiales en nombre de Rodolfo II del Sacro Imperio Romano Germánico. | Transilvania es administrada por comisionados imperiales en nombre de Rodolfo II del Sacro Imperio Romano Germánico. | Transilvania es administrada por comisionados imperiales en nombre de Rodolfo II del Sacro Imperio Romano Germánico. |
|        | 1598                     | 1599                     | Segismundo Báthory (2.º mandato) | • Príncipe de Transilvania (abdicó en favor de su primo Andres Báthory) | Catolicismo | | María Cristina de Austria (1595, sin hijos) |
|        | 29 de marzo de 1599      | 3 de noviembre de 1599   | Andrés Báthory (1566-3 de noviembre de 1599 (hijo de Andrés Báthory y de Margit Majláth; sobrino de Esteban Báthory y primo de Segismundo Báthory) | • Príncipe de Transilvania (asesinado por Székelys después de su derrota por el voivoda Miguel el Valiente de Valaquia en la batalla de Sellemberk) • Antiguo Cardenal | Catolicismo | | no se casó |
|        | 20 de noviembre de 1599  | 5 de octubre de 1600     | Transilvania es administrada por el voivoda Miguel el Valiente de Valaquia, reconocido por la Dieta como gobernador imperial del Rodolfo II del Sacro Imperio Romano Germánico. Además, Miguel ocupó Moldavia en 1600 y se autodenominó «Por la gracia de Dios, gobernante de Valaquia, Transilvania y Moldavia» entre el 6 de junio de 1600 y diciembre de 1600. En su correspondencia con el emperador Rodolfo II, siempre se autodenominó «locum tenens» del emperador. | Transilvania es administrada por el voivoda Miguel el Valiente de Valaquia, reconocido por la Dieta como gobernador imperial del Rodolfo II del Sacro Imperio Romano Germánico. Además, Miguel ocupó Moldavia en 1600 y se autodenominó «Por la gracia de Dios, gobernante de Valaquia, Transilvania y Moldavia» entre el 6 de junio de 1600 y diciembre de 1600. En su correspondencia con el emperador Rodolfo II, siempre se autodenominó «locum tenens» del emperador. | Transilvania es administrada por el voivoda Miguel el Valiente de Valaquia, reconocido por la Dieta como gobernador imperial del Rodolfo II del Sacro Imperio Romano Germánico. Además, Miguel ocupó Moldavia en 1600 y se autodenominó «Por la gracia de Dios, gobernante de Valaquia, Transilvania y Moldavia» entre el 6 de junio de 1600 y diciembre de 1600. En su correspondencia con el emperador Rodolfo II, siempre se autodenominó «locum tenens» del emperador. | Transilvania es administrada por el voivoda Miguel el Valiente de Valaquia, reconocido por la Dieta como gobernador imperial del Rodolfo II del Sacro Imperio Romano Germánico. Además, Miguel ocupó Moldavia en 1600 y se autodenominó «Por la gracia de Dios, gobernante de Valaquia, Transilvania y Moldavia» entre el 6 de junio de 1600 y diciembre de 1600. En su correspondencia con el emperador Rodolfo II, siempre se autodenominó «locum tenens» del emperador. | Transilvania es administrada por el voivoda Miguel el Valiente de Valaquia, reconocido por la Dieta como gobernador imperial del Rodolfo II del Sacro Imperio Romano Germánico. Además, Miguel ocupó Moldavia en 1600 y se autodenominó «Por la gracia de Dios, gobernante de Valaquia, Transilvania y Moldavia» entre el 6 de junio de 1600 y diciembre de 1600. En su correspondencia con el emperador Rodolfo II, siempre se autodenominó «locum tenens» del emperador. |
|        | 1600                     | 1601                     | Transilvania es administrada por el general Giorgio Basta en nombre de Rodolfo II del Sacro Imperio Romano Germánico | Transilvania es administrada por el general Giorgio Basta en nombre de Rodolfo II del Sacro Imperio Romano Germánico | Transilvania es administrada por el general Giorgio Basta en nombre de Rodolfo II del Sacro Imperio Romano Germánico | Transilvania es administrada por el general Giorgio Basta en nombre de Rodolfo II del Sacro Imperio Romano Germánico | Transilvania es administrada por el general Giorgio Basta en nombre de Rodolfo II del Sacro Imperio Romano Germánico |
|        | 1601                     | 1602                     | Segismundo Báthory (3.º mandato) | • Príncipe de Transilvania (huyó al extranjero después de su derrota por el general Giorgio Basta y Miguel el Valiente en la batalla de Goroszló, pero al poco tiempo regresó y abdicó) | Catolicismo | | María Cristina de Austria (1595, sin hijos) |
|        | 1601                     | 1603                     | Transilvania (o partes de Transilvania) es administrada por el general Giorgio Basta en nombre de Rodolfo II, emperador del Sacro Imperio Romano Germánico | Transilvania (o partes de Transilvania) es administrada por el general Giorgio Basta en nombre de Rodolfo II, emperador del Sacro Imperio Romano Germánico | Transilvania (o partes de Transilvania) es administrada por el general Giorgio Basta en nombre de Rodolfo II, emperador del Sacro Imperio Romano Germánico | Transilvania (o partes de Transilvania) es administrada por el general Giorgio Basta en nombre de Rodolfo II, emperador del Sacro Imperio Romano Germánico | Transilvania (o partes de Transilvania) es administrada por el general Giorgio Basta en nombre de Rodolfo II, emperador del Sacro Imperio Romano Germánico |
|        | 14 de abril de 1603      | 17 de julio de 1603      | Moisés Székely (c. 1553-17 de julio de 1603 (hijo de János Székely) | • Príncipe de Transilvania (respaldado por el gobernador otomano del vilayato de Timisoara derrota a Giorgio Basta; habiendo recibido el ahidnâme del sultán Mehmed III, declarado príncipe por una "Dieta en el campo militar"; muerto en la ahidnâme luchando contra el voivoda Radu Şerban de Valaquia y sus aliados Székely) | Unitarismo | | • desconocida (1.ª) • Anna Kornis (2.ª) (c. 1585, un hijo) |
|        | julio de 1603            | septiembre de 1603       | Transilvania es gobernada por Radu Şerban de Valaquia, que ostentaba el título de voivoda. | Transilvania es gobernada por Radu Şerban de Valaquia, que ostentaba el título de voivoda. | Transilvania es gobernada por Radu Şerban de Valaquia, que ostentaba el título de voivoda. | Transilvania es gobernada por Radu Şerban de Valaquia, que ostentaba el título de voivoda. | Transilvania es gobernada por Radu Şerban de Valaquia, que ostentaba el título de voivoda. |
|        | septiembre de 1603       | septiembre de 1604       | Transilvania es administrada por el general Giorgio Basta en nombre de Rodolfo II, emperador del Sacro Imperio Romano Germánico | Transilvania es administrada por el general Giorgio Basta en nombre de Rodolfo II, emperador del Sacro Imperio Romano Germánico | Transilvania es administrada por el general Giorgio Basta en nombre de Rodolfo II, emperador del Sacro Imperio Romano Germánico | Transilvania es administrada por el general Giorgio Basta en nombre de Rodolfo II, emperador del Sacro Imperio Romano Germánico | Transilvania es administrada por el general Giorgio Basta en nombre de Rodolfo II, emperador del Sacro Imperio Romano Germánico |
|        | 21 de febrero de 1605    | 29 de diciembre de 1606  | Esteban Bocskai (1 de enero de 1557-29 de diciembre de 1606) (hijo de George Bocskai y de Krisztina Sulyok) tío materno del príncipe Segismundo Báthory) | • Príncipe electo de Hungría (1605-1606) | Calvinismo | | Kata Hagymássy (1583, sin hijos) |
|        | 11 de febrero de 1607    | 5 de marzo de 1608       | Segismundo Rákóczi (1544-5 de diciembre de 1608 (hijo de János Rákócsi y de Sára Némethy y padre de Jorge Rákóczi I) | • Príncipe de Transilvania (abdicó en favor de Gabriel Báthory) | Calvinismo | | • Judit Bekény (1.ª) (1587, 1 hijo) • Anna Gerendi (2.ª) (1592, 3 hijos) • Borbála Telegdy (3.ª) (1596, sin hijos) |
|        | 7 de marzo de 1608       | 22 de octubre de 1613    | Gabriel Báthory (15 de agosto de 1589-27 de octubre de 1613) (hijo de Stephen Báthory y de Zsuzsanna Bebek; su padre era un sobrino del príncipe Stephen Báthory, él mismo sobrino del príncipe Andrés Báthory) | • Príncipe de Transilvania • Voivoda de Valaquia (1611) (expulsado por tropas otomanas que ayudaban a Gabriel Bethlen; asesinado por asesinos haiduques) | Catolicismo, luego Calvinismo | | Anna Palocsai-Horváth (1607, sin hijos) |
|        | 23 de octubre de 1613    | 15 de noviembre de 1629  | Gabriel Bethlen (15 de noviembre de 1580-15 de noviembre de 1629) (hijo de Farkas Bethlen y de Druzsina Lázár) | • Príncipe de Transilvania (elegido por asistencia otomana) • también elegido rey de Hungría (1620-1621) ; de acuerdo con la Paz de Nikolsburg de 1621 también duque de Opole y Ratibor en Silesia (1621-1629); según la misma paz, quedaron unidos al principado de por vida 7 condados (Abaúj, Bereg, Borsod, Szabolcs, Szatmár, Ugocsa y Zemplén) | Calvinismo | | • Zsuzsanna Károlyi (1.º) (1605, 3 hijos, todos muertos) • Catalina de Brandeburgo (1626, sin hijos) |
|        | 15 de noviembre de 1629  | 21 de septiembre de 1630 | Catalina de Brandeburgo< (28 de mayo de 1604-27 de agosto de 1649) hija de Juan Segismundo I de Brandeburgo y de Ana de Prusia | • Príncipe de Transilvania, viuda del príncipe Gabriel Bethlen; (su derecho al éxito que su esposo confirmó en su vida (1626) por la Dieta; generalmente se conoce como "príncipe" en lugar de "princesa"; abdicó) | Luteranismo | | • Gabriel Bethlen (1.º) (1626, sin hijos) • Francisco Carlos de Sajonia-Lauenburgo (1639) |
|        | 28 de septiembre de 1629 | 26 de noviembre de 1630  | Esteban Bethlen (1584-10 de enero de 1648) (hijo de Farkas Bethlen y de Druzsina Lázár) | • Príncipe de Transilvania, hermano del príncipe Gabriel Bethlen; elegido por la Dieta, pero luego con la oposición de George I Rákóczi | Calvinismo | | • Krisztina Csáky (1.º) (3 hijos) • Katalin Károlyi (3 hijos) |
|        | 1 de diciembre de 1630   | 11 de octubre de 1648    | Jorge Rákóczi I (8 de junio de 1593-11 de octubre de 1648) (hijo de Segismundo Rákóczi y de Anna Gerendi) | • Príncipe de Transilvania | Calvinismo | | Susana Lorántffy (1616, 4 hijos) |
|        | 11 de octubre de 1648    | 25 de octubre de 1657    | Jorge Rákóczi II (1.º mandato) (30 de enero de 1621-7 de junio de 1660) (hijo de George I Rákóczi y de Susana Lorántffy) | • Príncipe de Transilvania (príncipe elegido por la Dieta en vida de su padre (1642) en reconocimiento de su derecho a la sucesión; depuesto por el gran visir otomano Mehmed Köprülü) | Calvinismo | | Sofía Báthory (1643, 2 hijos) |
|        | 2 de noviembre de 1657   | 9 de enero de 1658       | Francisco Rhédey (1610-7 de mayo de 1667) (hijo de Francis Rhédey y de Kata Károlyi) | • Príncipe de Transilvania (príncipe elegido por la Dieta contra Jorge Rákóczi II por orden de la Sublime Puerta) | Calvinismo | | Druzsina Bethlen (1 hijo) |
|        | 14 de enero de 1658      | 30 de marzo de 1659      | Jorge Rákóczi II (2.º mandato) | • Príncipe de Transilvania (elegido nuevamente príncipe por la Dieta; expulsado por las tropas otomanas) | Calvinismo | | Sofía Báthory (1643, 2 hijos) |
|        | 7 de octubre de 1658     | 1659                     | Ákos Barcsay (1.º mandato) (c.1610-julio de 1661 (hijo de Sándor Barcsay y de Erzse Palatics) | • Príncipe de Transilvania (designado por la Sublime Puerta, luego elegido por la Dieta contra Jorge Rákóczi II; mientras visitaba al gobernador otomano del vilayato de Temesvár, su oponente regresó al principado) | Calvinismo | | • Erzsébet Szalánczy (1.ª, sin hijos) |
|        | 27 de septiembre de 1659 | 22 de mayo de 1660       | Jorge Rákóczi II (3.º mandato) | • Príncipe de Transilvania (elegido de nuevo príncipe por la Dieta; derrotado y muerto en una batalla en Szászfenes) | Calvinismo | | Sofía Báthory (1643, 2 hijos) |
|        | 22 de mayo de 1660       | 31 de diciembre de 1660  | Ákos Barcsay (2.º mandato) | • Príncipe de Transilvania (tras ser repuesto con la ayuda otomana, renunció ese mismo año; fue asesinada a los pcoos meses) | Calvinismo | | • Izabella Bánffy (2.ª, 1660, sin hijos) |
|        | 1 de enero de 1661       | 22 de enero de 1662      | Juan Kemény (14 de diciembre de 1607-22 de enero de 1662) (hijo de Balthasar Kemény y de Zsófia Tornyi) | • Príncipe de Transilvania | Calvinismo | | • Zsuzsa Kállai (1.ª) (1632, un hijo) • Anna Lónyai (1659, un hijo) |
|        | 14 de septiembre de 1661 | 15 de abril de 1690      | Miguel Apafi I (3 de noviembre de 1632-15 de abril de 1690) (hijo de George Apafi y de Borbála Petki) | • Príncipe de Transilvania | Calvinismo | | Ana Bornemissza (9 hijos) |
|        | 10 de junio de 1690      | 1701                     | Miguel Apafi II (13 de octubre de 1676-1 de febrero de 1713) (hijo de Miguel Apafi I y de Ana Bornemissza) | • Príncipe de Transilvania Príncipe elegido por la Dieta en vida de su padre (1681) en reconocimiento de su derecho a la sucesión; nunca instalado, ya que fue llevado a la fuerza en 1696 a Viena debido a su matrimonio sin la aprobación previa de Leopoldo I del Sacro Imperio Germánico; abdicó de su título en 1701. | Calvinismo | | Condesa Kata Bethlen (1694, sin hijos) |
|        | 22 de septiembre de 1690 | 25 de octubre de 1690    | Emérico Thököly (25 de septiembre de 1657-13 de febrero de 1705) (hijo de Count Stephen Thököly y de Mária Gyulaffi) | • Príncipe de Transilvania • Príncipe de la Alta Hungría Declarado rey vasallo de Principado de Alta Hungría (Alta Hungría) por el sultán Mehmed IV, nunca elegido y coronado.[cita requerida] | Calvinismo | | Condesa Helena Zrínyi (1683, 2 hijos) |
|        | 8 de julio de 1704       | febrero de 1711          | Francisco Rákóczi II (27 de marzo de 1676- 8 de abril de 1735) (hijo de Francisco Rákóczi I y de Helena Zrínyi | • Príncipe de Transilvania • Príncipe de Hungría | Catolicismo | | Carlota Amalia de Hessen-Rheinfels-Wanfried (1694, 4 hijos) |

Aclaraciones:
- Gaspar Békés fue designado por Juan Segismundo en su testamento en 1571 como príncipe, pero fue rechazado por los nobles que eligieron a Esteban Báthory. Fue derrotado en la contienda civil subsiguiente y acabó sometiéndose a su vencedor.
- Cuando Esteban Báthory fue elegido rey de Polonia en 1586 abandonó Transilvania más no renunció a su título de Príncipe. Entonces colocó como regente transilvano a su hermano mayor Cristóbal Báthory que gobernó en su nombre entre 1576 y 1581.
- Francisco Rákóczi I, hijo de Jorge Ráckózi II fue elegido príncipe (1654-1660) en vida de su padre pero nunca gobernó de facto. Su hijo Francisco Rákóczi II alcanzó gran protagonismo encabezando una guerra independentista contra los Habsburgo.